# Håll alla dörrar öppna
Håll alla dörrar öppna är en svensk komedifilm från 1973 i regi av Per-Arne Ehlin. I rollerna ses bland andra Börje Ahlstedt, Kisa Magnusson och Jarl Borssén.

## Om filmen
Inspelningen ägde rum i Filmhuset, Ugglevikskällan, Gärdet i Stockholm och Furusund i Stockholms skärgård. Fotograf under inspelningen var Lasse Björne och kompositör Berndt Egerbladh. Filmen klipptes av Jerry Gränsman och 5 november 1973 på biografen Melody i Stockholm. Filmen är 100 minuter lång och i färg.

## Handling
Låssmeden Steve träffar av en slump Lotta och tycke uppstår.

## Rollista (urval)
- Börje Ahlstedt – Steve Urdin, låssmed
- Kisa Magnusson – Lotta Wahlberg, perukmakerska
- Jarl Borssén – busschaufför
- Maria Grahn – Solveig
- Carl Billquist – Solveigs kavaljer
- Lil Terselius – Viveka Ek
- Jonas Bergström – Kjell
- Åke Lindström – Ilsen man
- Chris Wahlström – Hans fru
- Pierre Lindstedt – Pierre, Steves vän
- Iwa Boman	– Kristina
- Lars Hansson – kille med hund
- Paula Brandt – fördetting vid Ugglevikskällan
- Lasse Larsson – fördetting
- Maria Lindberg – fördetting
- Stefan Mählqvist – fördetting
- Maria Tideman - havande kvinna

### Fotnoter
1. 1 2 3  ”Håll alla dörrar öppna”. Svensk Filmdatabas. http://sfi.se/sv/svensk-filmdatabas/Item/?itemid=4917&type=MOVIE&iv=Basic&ref=/templates/SwedishFilmSearchResult.aspx?id%3d1225%26epslanguage%3dsv%26searchword%3dH%C3%A5ll+alla+d%C3%B6rrar+%C3%B6ppna%26type%3dMovieTitle%26match%3dBegin%26page%3d1%26prom%3dFalse. Läst 29 april 2013.